# Parti allemand de la réforme
Le Parti allemand de la réforme (DRP) est l'un des partis antisémites de l'Empire allemand. Il est d'abord fondé sous le nom de Parti populaire antisémite (AVP) le 20 mars 1890 par Otto Böckel. Comme le Parti social allemand, le parti est issu de l'Association allemande antisémite (de) fondée à Cassel en 1886. En 1893, il est rebaptisé Parti allemand de la réforme et a élu Oswald Zimmermann à la présidence.

## Histoire
Contrairement aux antisémites sociaux allemands plus conservateurs autour de Max Liebermann von Sonnenberg, les "réformateurs" suivent un cours anti-conservateur et prônent des réformes sociales en faveur des classes inférieures de la société sous le slogan électoral "contre les junkers et les juifs". Le publiciste Hellmut von Gerlach décrit les tensions entre ces groupes : « L'un était une entreprise de taille moyenne, l'autre un ami ouvrier, l'un un aristocrate, l'autre un démocrate. L'un appelait à la lutte contre les Juifs et les Junkers, l'autre traversait vents et marées avec les gros fermiers. À chaque vote, la faction s'effondrait.
Le parti a ses bastions en Hesse sous Otto Böckel et en Saxe sous Oswald Zimmermann. Il est plébiscité principalement par les agriculteurs et les artisans des zones rurales. Dès 1887, Böckel est le premier antisémite indépendant à être élu au Reichstag. En 1890, l'AVP remporte quatre sièges (Böckel, Zimmermann, Pickenbach (de) et Werner).
Lors de l'élection du Reichstag de 1893, les partis antisémites remportent au total 16 des 397 sièges, dont 11 pour le DRP. En 1894, le DRP fusionne avec les socialistes allemands pour former le Parti social allemand de la réforme (DSRP). Le déclin du mouvement Böckel en Hesse affaiblit le DRP et renforce l'aile sociale allemande. En 1895, les antisémites particulièrement radicaux Otto Böckel et Hermann Ahlwardt (de) sont expulsés du parti en raison de leur attitude anticonservatrice, ce qui les amène à fonder le Parti populaire antisémite. Celui-ci est toutefois resté insignifiant. Les "réformateurs" d'Oswald Zimmermann sont initialement restés dans le DSRP jusqu'à ce que le parti se divise à nouveau en 1900 entre les socialistes allemands et les "réformateurs". Les deux ailes se sont réunies en 1914 dans le Parti populaire allemand, dont les membres forment le noyau du Deutschvölkischer Schutz- und Trutzbund, qui est interdit en 1922.